# Provinsen Kurhessen
Provinsen Kurhessen var en kortlivad provins i Fristaten Preussen som skapades då Hessen-Nassau delades 1944. Provinsen fick sitt namn av den forna staten Kurhessen och provinshuvudstad var Kassel. Provinsen upplöstes efter Tysklands nederlag i andra världskriget 1945 och tillföll till amerikanska ockupationszonen.